# 石田天海賞
石田天海賞（いしだてんかいしょう）とは、奇術師・石田天海の思いを受け継ぐ形で、創作奇術のオリジナリティを尊重し、奇術のオリジナルを創ることを勧めるため、創作奇術に貢献した人に贈られる賞。フロタマサトシが主催し、発起人となって創設された。受賞者は作品集が発刊される権利をもらえる。1968年に創設され、1997年まで行われた。

## 受賞者
| 回     | 年     | 受賞者                                        | 作品集                                                       |
| ------ | ------ | --------------------------------------------- | ------------------------------------------------------------ |
| 第1回  | 1968年 | 林伯民                                        | 如意独楽のすべて                                             |
| 第2回  | 1969年 | 厚川昌男                                      | 厚川昌男作品集                                               |
| 第3回  | 1970年 | 該当者なし                                    | THE THOUGHT OF TENKAI （フロタマサトシ著）                   |
| 第4回  | 1971年 | 赤松洋一                                      | 赤松洋一作品集                                               |
| 第5回  | 1972年 | 気賀康夫                                      | 気賀康夫作品集                                               |
| 第6回  | 1973年 | 沢 浩                                         | 沢 浩作品集（加藤英夫著）                                    |
| 第7回  | 1974年 | 該当者なし                                    | 15人の奇術家とその作品集                                     |
| 第8回  | 1975年 | 島田晴夫                                      | 島田晴夫の本                                                 |
| 第9回  | 1976年 | 該当者なし                                    | な し                                                        |
| 第10回 | 1977年 | 菅原茂                                        | 菅原茂作品集（近藤 博著）                                    |
| 第11回 | 1978年 | 該当者なし                                    | 高木重朗の本                                                 |
| 第12回 | 1979年 | 松田道弘                                      | 松田道弘作品集                                               |
| 第13回 | 1980年 | 該当者なし                                    | MARCONIC ORIGINAL MAGIC （加藤友康訳）                       |
| 第14回 | 1981年 | 小野坂 東                                     | 小野坂 東の本                                                |
| 第15回 | 1982年 | 真田豊実                                      | 真田豊実のカード・マニピュレーション                         |
| 第16回 | 1983年 | 該当者なし                                    | MAGIC OF GERALD KOSKY （瀬島順一郎訳）                       |
| 第17回 | 1984年 | 二川滋夫                                      | 二川滋夫作品集                                               |
| 第18回 | 1985年 | 山本慶一                                      | 日本手品宝華集（山本慶一著） MAGIC OF PAVEL+12（加藤友康訳） |
| 第19回 | 1986年 | 近藤 博                                       | 近藤 博 作品集                                               |
| 第20回 | 1987年 | 該当者なし                                    | FORTUNE MAGIC（加藤友康訳）                                  |
| 第21回 | 1988年 | フィル・ゴールドスティン (マックス・メイビン) | フィル・ゴールドスティン コレクション                        |
| 第22回 | 1989年 | 該当者なし                                    | A JOINT COLLECTION OF WORKS                                  |
| 第23回 | 1990年 | プリンセス・テンコー                          | ミリオンカード物語（フロタ・マサトシ著）                     |
| 第24回 | 1991年 | 加藤英夫                                      | マジック・ワンハンドレッド                                   |
| 第25回 | 1992年 | トニー・ビナレリ                              | PLAY MAGIC                                                   |
| 第26回 | 1993年 | ヒロ・サカイ (坂井弘幸)                       | Tenkai Prize a La Hiro                                       |
| 第27回 | 1994年 | 鈴木 徹                                       | 魔法使い主義（下村知行著）                                   |
| 第28回 | 1995年 | 該当者なし                                    | 天海IGPマジックテキスト （フロタ・マサトシ著）               |
| 第29回 | 1996年 | 下村知行                                      | SERIFUWORKER 1.0J                                            |
| 第30回 | 1997年 | フロタマサトシ                                | 遺稿 フロタマサトシの本（2004年）                            |